# Pečerský klášter Nanebevstoupení
Pečerský klášter Nanebevstoupení (rusky Печерский Вознесенский монастырь) je mužský pravoslavný klášter na břehu řeky Volhy v ruském Nižním Novgorodě. Založen byl v letech 1328-1330 svatým Dionisijem Suzdalským.

## Historie

### Založení
Mužský Pečerský klášter Nanebevstoupení byl založen svatým Dionisijem Suzdalským mezi lety 1328-1330 nedaleko od Nižního Novgorodu na břehu řeky Volhy. Tento mnich Kyjevsko-pečerského kláštera přišel s několika řeholníky do Nižního Novgorodu a vyhloubil si tři versty od města jeskyni, kde se usadil. Okolo roku 1335 založil na tomto místě Dionisij klášter s chrámem Nanebevstoupení Páně.
Klášterní řád byl založen na principu asketického komunitního života, tzv. cenobitství. Mniši neměli osobní vlastnictví, vše bylo společné. Všichni, včetně představeného kláštera, pracovali, aby si zajistili živobytí. Bez svolení představeného nesměli mniši za klášterní bránu.
Krátce po založení se stal klášter nejvýznamnějším duchovním a kulturním centrem Suzdalsko-nižněnovgorodského knížectví. V této době také zdejší mnich Lavrentij sepsal tzv. Lavrentijský letopis.

### Sesuv půdy a přemístění kláštera
V 16. století byl klášter na vrcholu svého rozkvětu. Nicméně roku 1597 zasáhlo klášter veliké neštěstí – 18. června v noci došlo k obrovskému sesuvu půdy, který prakticky celý klášterní areál zničil. Nikdo sice nezemřel, nicméně kvůli nebezpečí dalších sesuvů byl klášter přesunut asi o verstu výše proti proudu Volhy a na starém místě byl postaven chrám Vzkříšení Páně. Prostředky na výstavbu nového kláštera měl údajně darovat i otec národního hrdiny Kuzmy Minina.

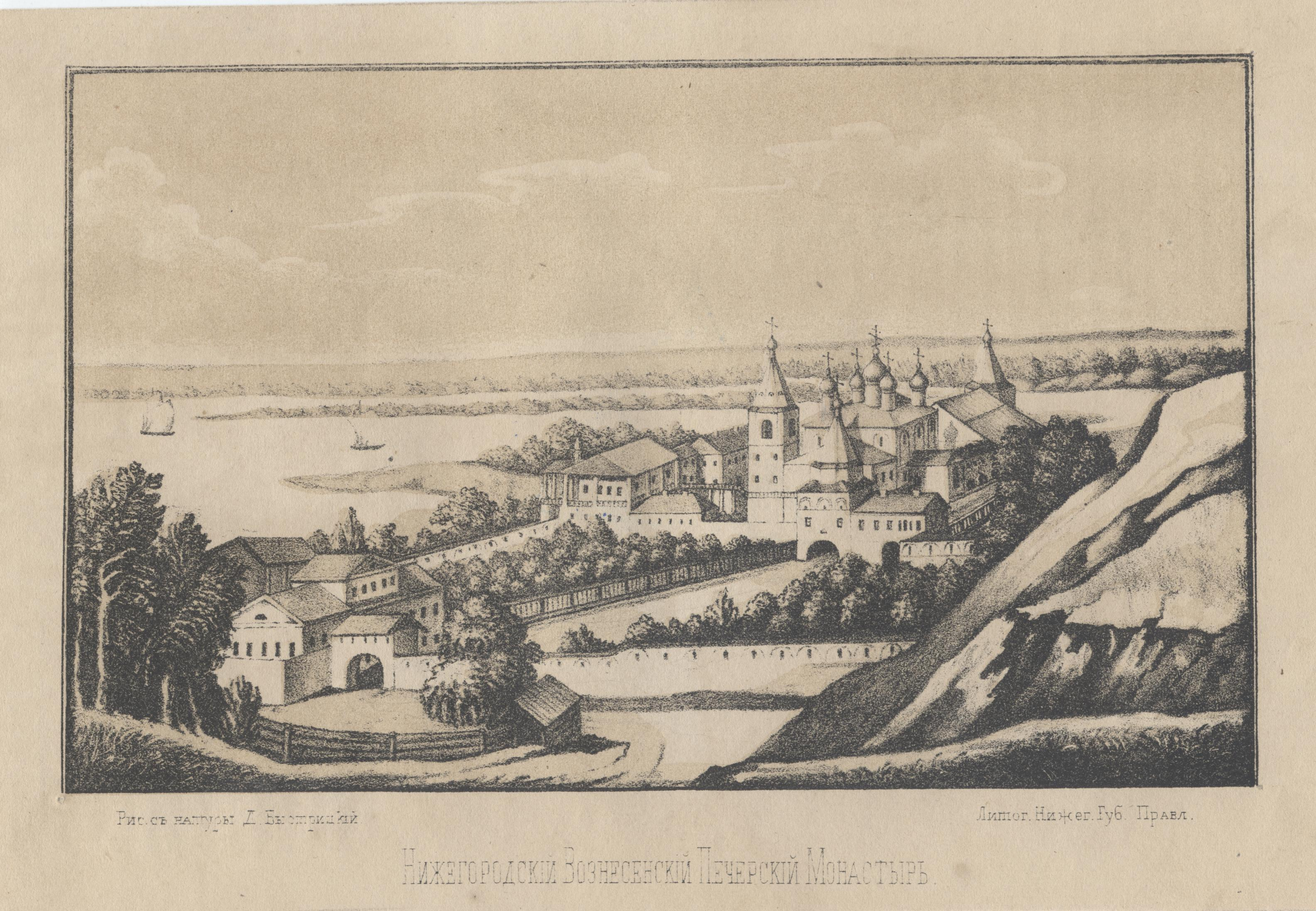
Klášter v polovině 19. století

Někteří předpokládali, že zával kláštera byl předzvěstí nastávající pohromy, která se za několik let snesla na zemi – smuty.
Současný klášterní komplex byl postaven mezi lety 1640-1660 podle projektu nižněnovgorodského architekta Antipa Konstantinoviče. Vzniknul tak chrám Nanebevstoupení Páně s pěti kupolemi a galerií, jehlanovitá zvonice, jehlanovitý chrám Zesnutí přesvaté Bohorodice s klášterní jídelnou, chrám nad branou zasvěcený sv. Jevfimiji Suzdalskému, pokoje představeného a klášterní cely s chrámem sv. Makarije. Kamenná zeď a nevelký chrám nad branou zasvěcený Pokrovu přesvaté Bohorodice vznikly později, roku 1765.
Klášter provozoval vlastní nemocnice, starobince a chudobince. Své služby poskytoval vedle prostých lidí také státu – dodával peníze a proviant armádě, dokonce na své vlastní náklady formoval vojenské jednotky pro carskou armádu.
Roku 1924 byl z rozhodnutí NKVD klášter uzavřen. Vznikly zde byty a kino, později restaurátorská dílna.

### Obnova monastýru
Pečerský klášter Nanebevstoupení byl znovu obnoven až roku 1994, tedy po 70 letech. Postupně proběhla rekonstrukce areálu, obnova zničených detailů, byly instalovány nové ikonostasy aj. Při klášteře bylo zřízeno muzeum historie Nižněnovgorodské eparchie a vydavatelství náboženské literatury.
Představeným kláštera je vždy úřadující archijerej Nižněnovgorodské eparchie. V roce 2004 zde žilo celkem 14 řeholníků.

## Areál kláštera
- chrám Nanebevstoupení páně (1630-1632)
- chrám Zesnutí přesvaté Bohorodice (1648)
- chrám svatého Jevfimije Suzdalského nad branou (1645)
- chrám svatých apoštolů Petra a Pavla (1738)

Kromě toho se na území kláštera nachází i řada jiných staveb ze 17. a 18. století, například dům archijereje, zrestaurovaný roku 2005.
Známá je zvonice chrámu Nanebevstoupení Páně, která se krátce po výstavbě viditelně naklonila do strany. V roce 2005 na ni byly instalovány unikátní mechanické hodiny se zvonkohrou, která hraje melodii někdejší hymny carského Ruska Bože, Carja chrani! a písně Kol slaven Bog.
V květnu 2013 zde byl odhalen pomník caru Alexandru II. u výročí 400 let od nástupu Romanovců na trůn a na připomínku toho, že zde Alexandr II. pobýval roku 1858 se svou manželkou, carevnou Marií Alexandrovnou.

## Galerie

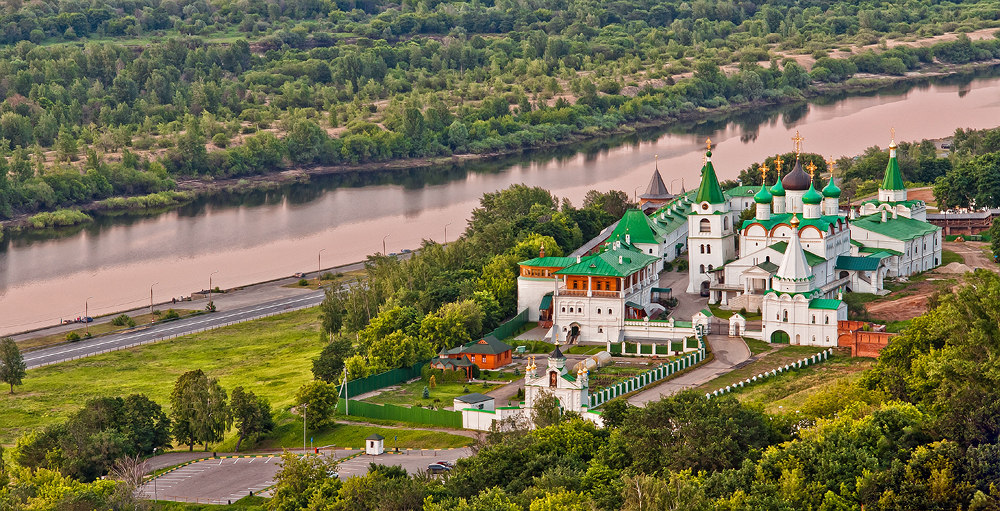
Klášter a řeka Volha
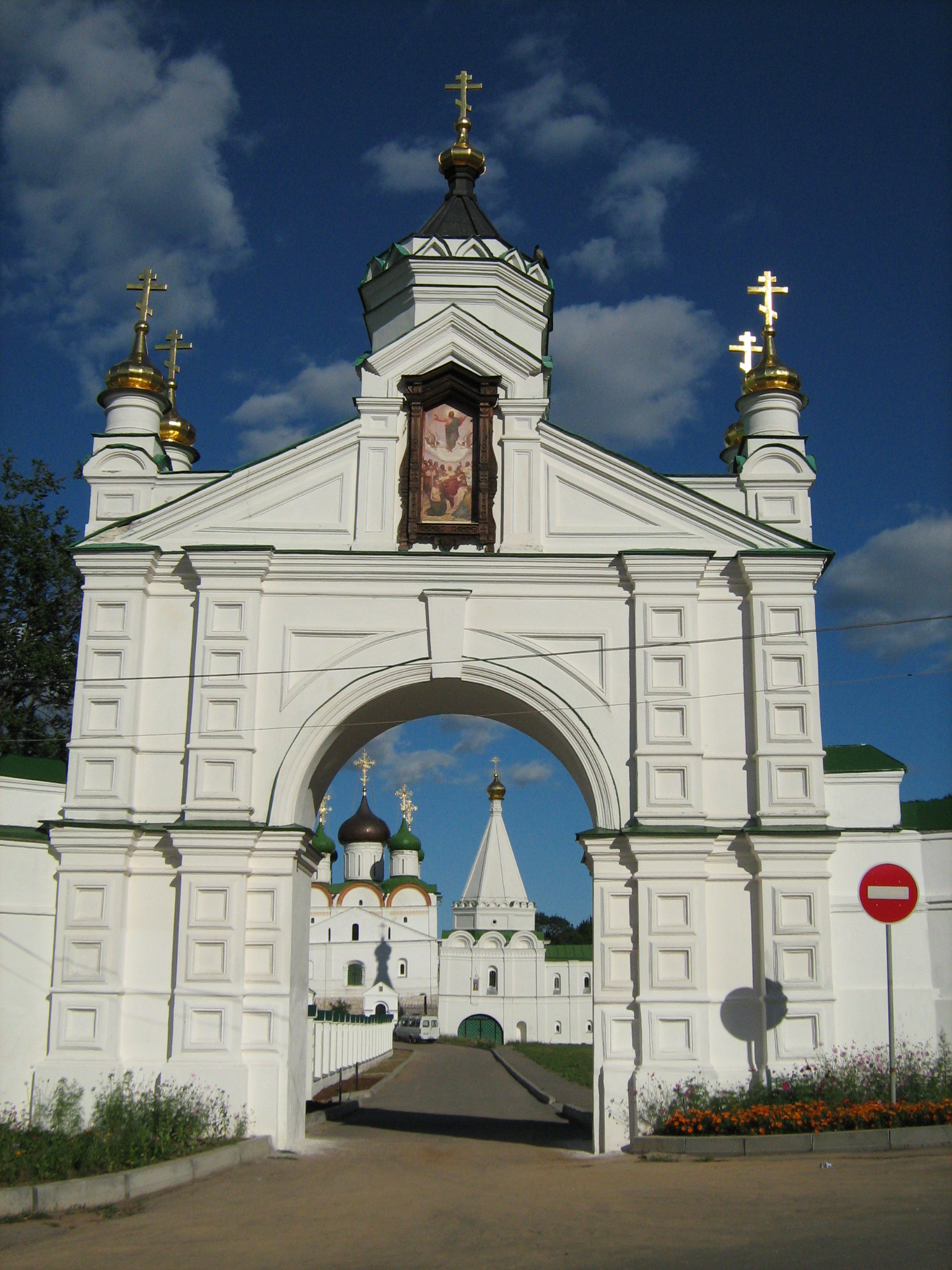
Svatá brána
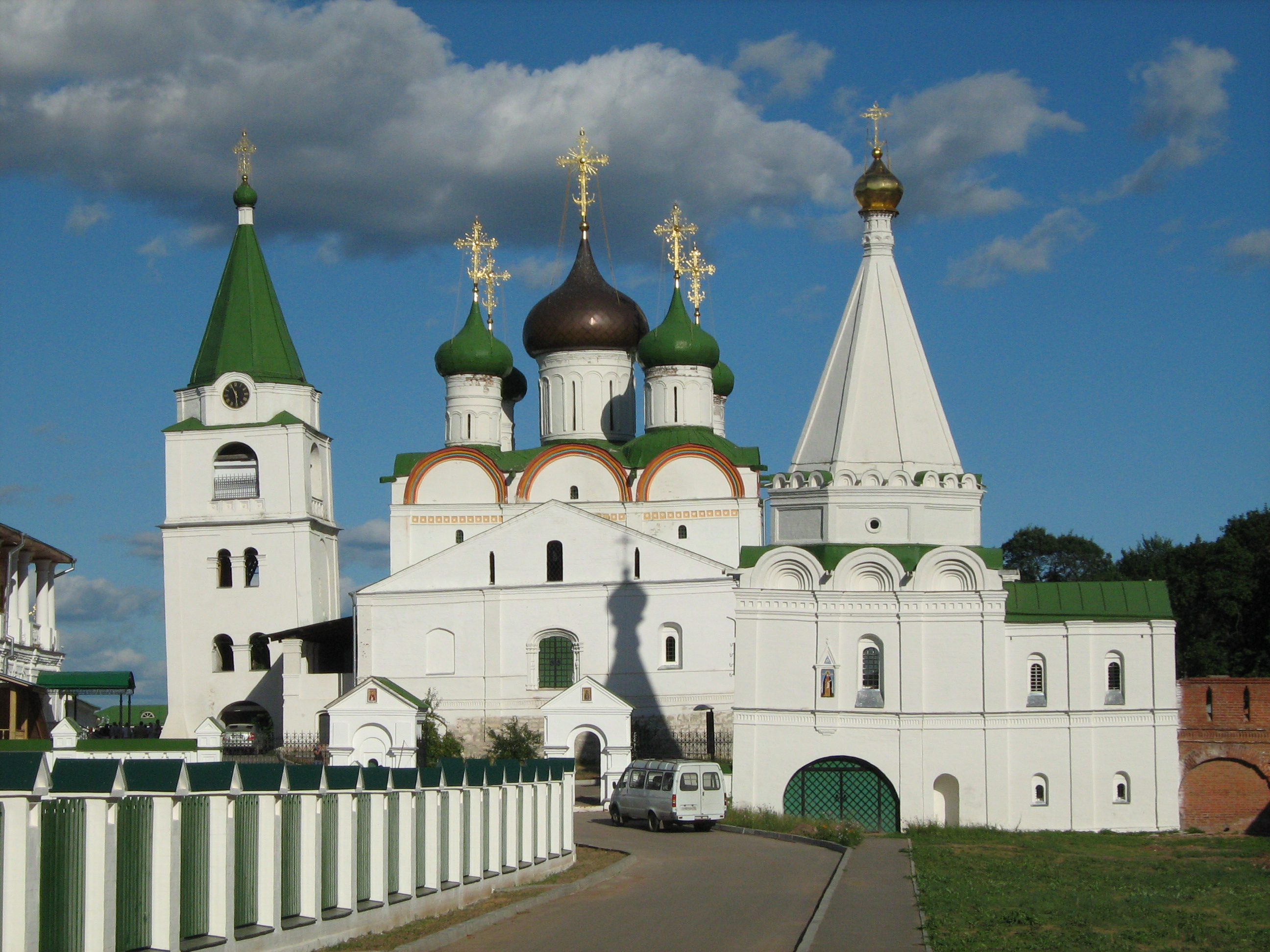
Zleva: nakloněná věž, chrám Nanebevstoupení Páně a brána s chrámem sv. Jevfimije
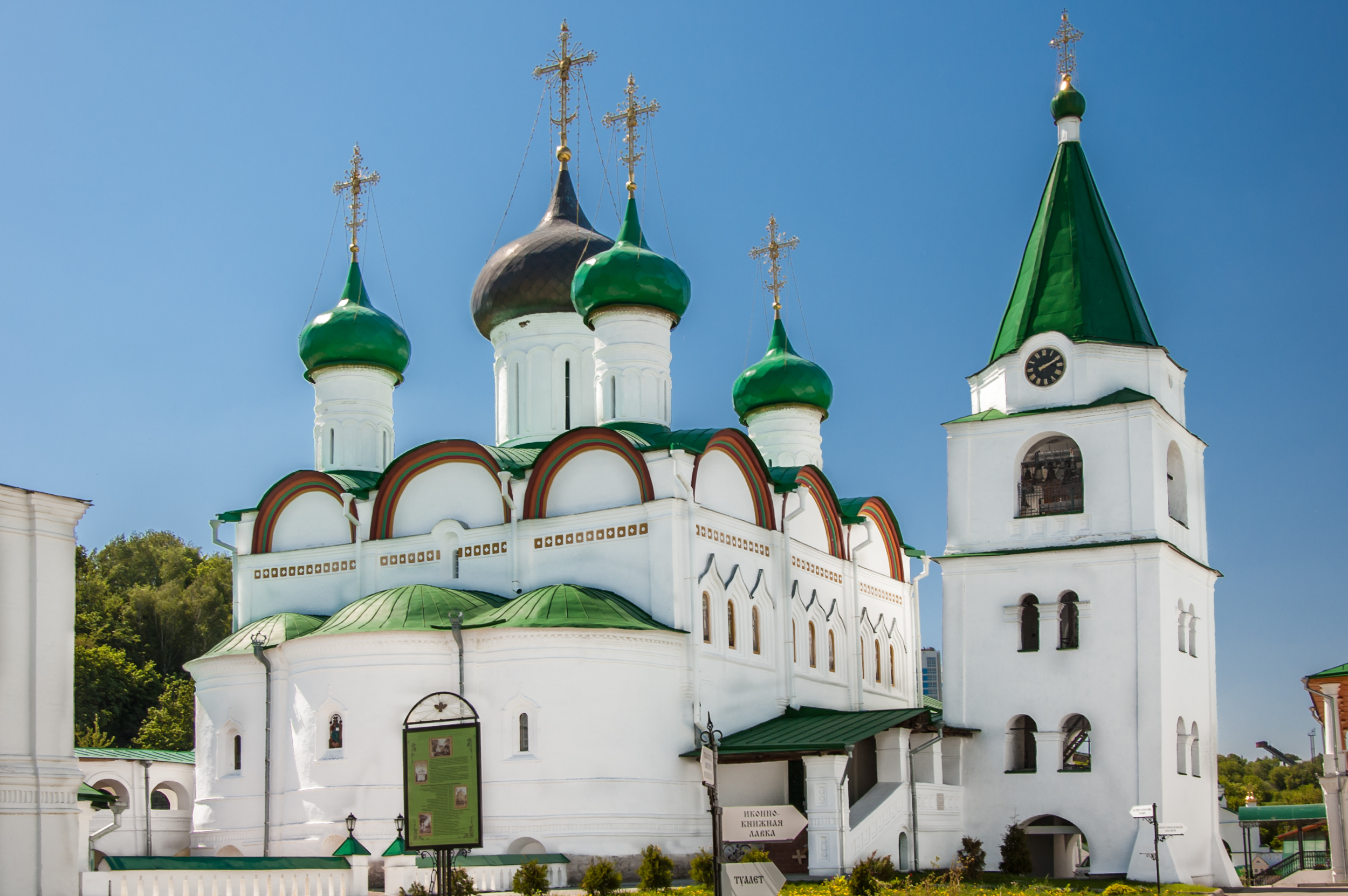
Chrám Nanebevstoupení páně se zvonicí
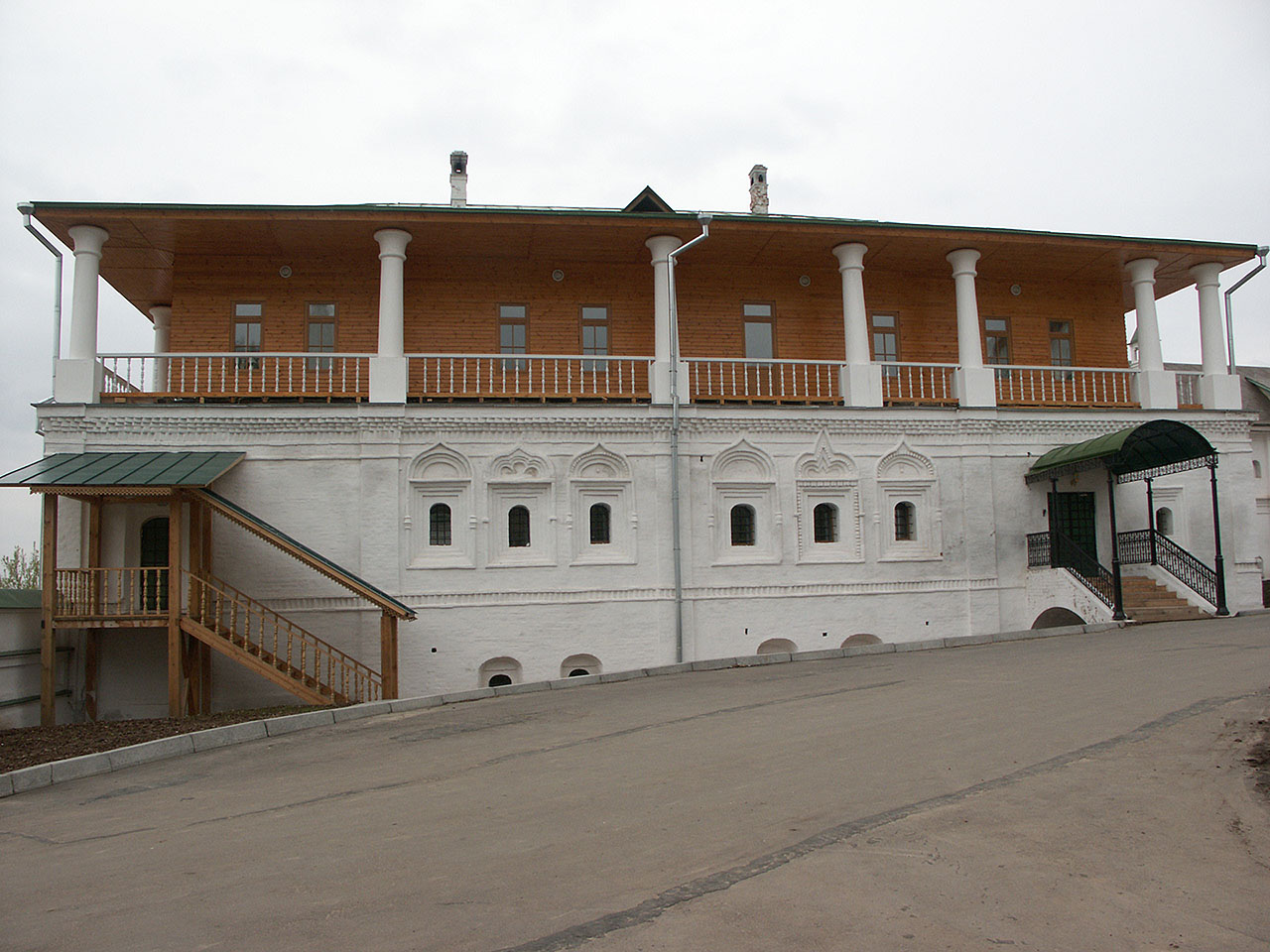
Dům archijereje
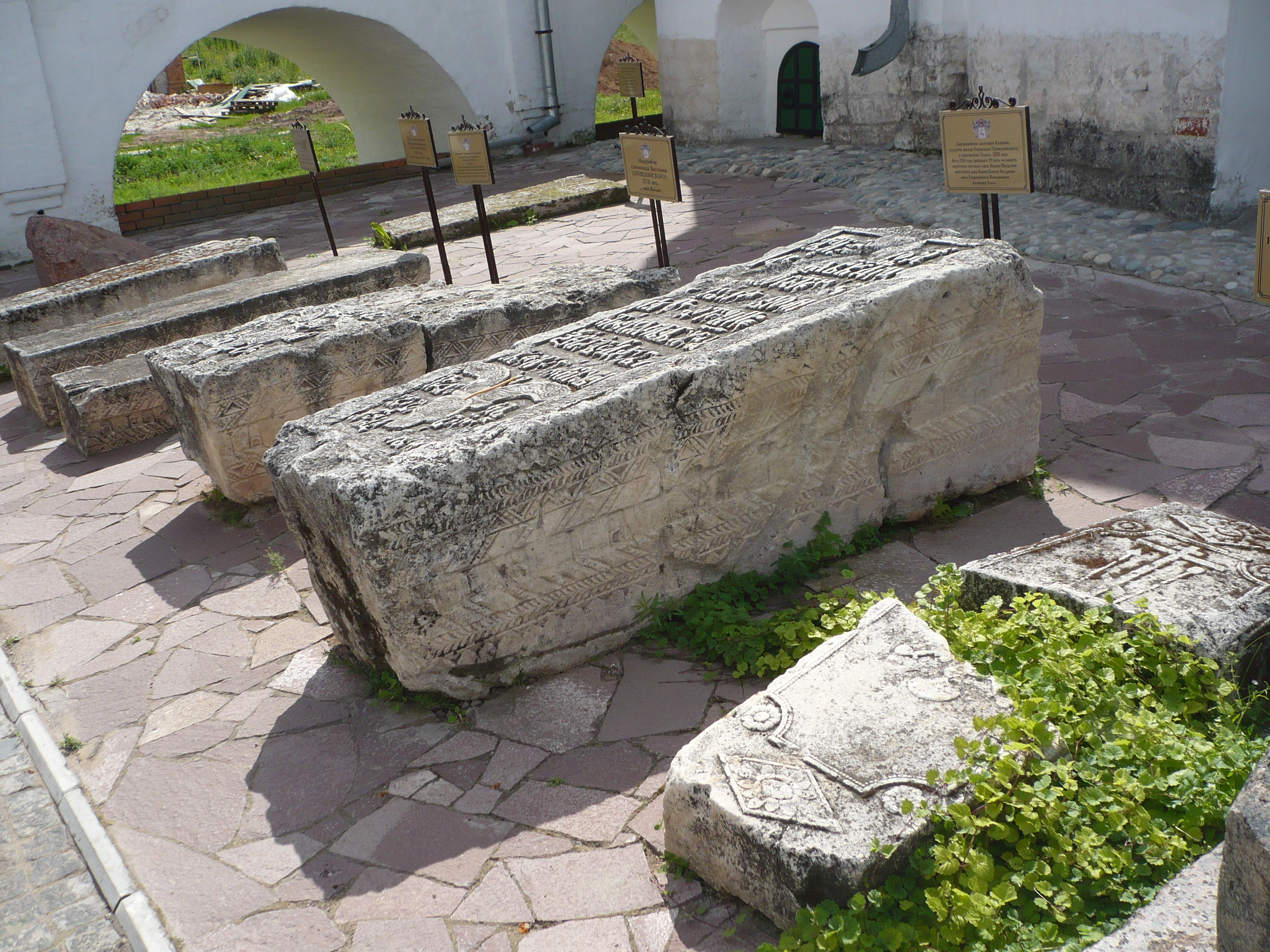
Historické náhrobky
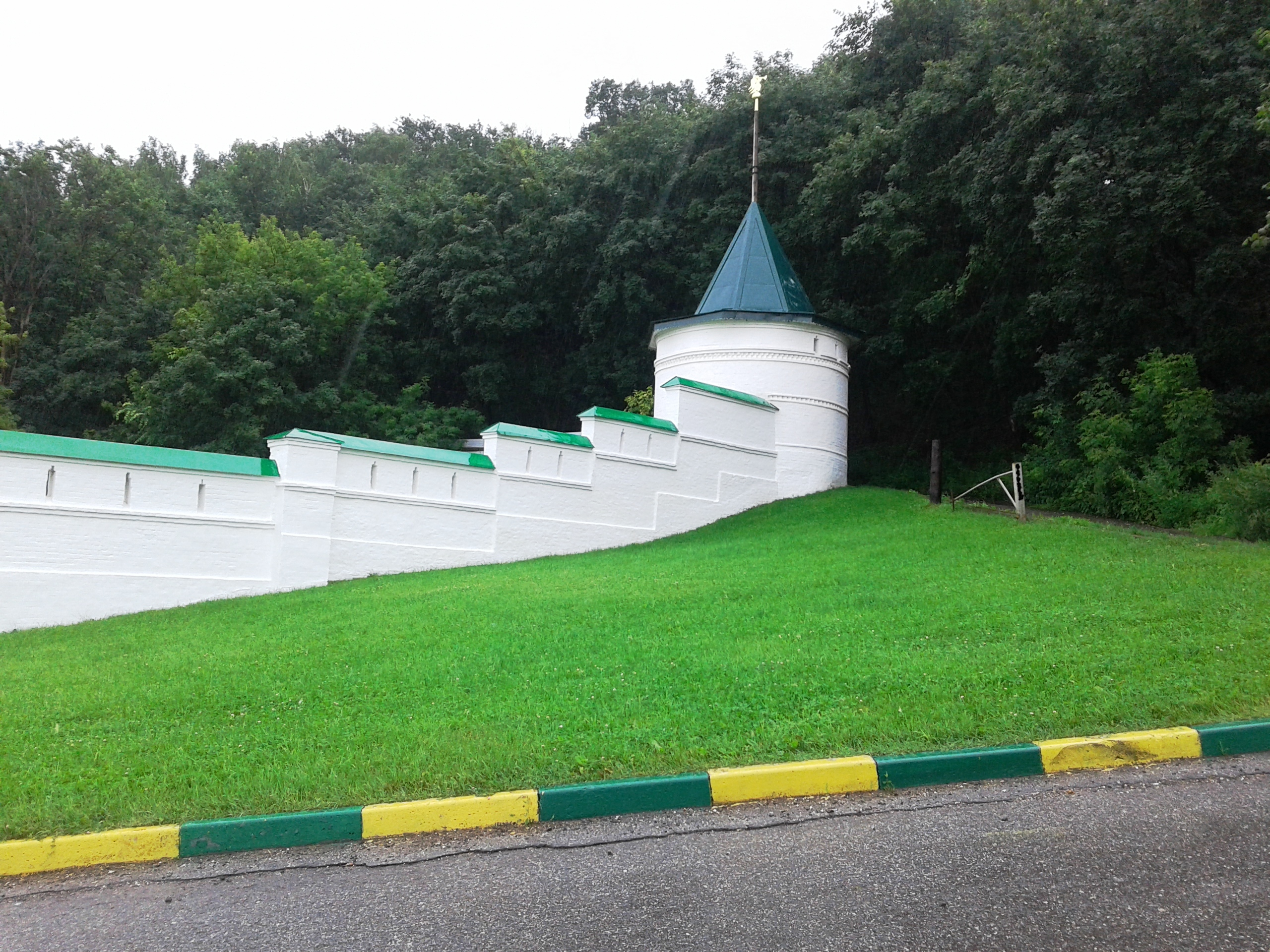
Klášterní zeď